# Windows 95
Windows 95 (кодовое название — Chicago) — операционная система, ориентированная на пользователей, разработанная компанией Microsoft, стала первой в семействе Windows 9x. Она была запущена в производство 14 июля 1995 года, а в розничную продажу поступила 24 августа 1995 года, а в России 10 ноября 1995 года. Windows 95 объединила ранее существовавшие продукты Microsoft, такие как MS-DOS и Microsoft Windows, и предложила значительные улучшения по сравнению с предыдущей версией, особенно в области графического пользовательского интерфейса (GUI) и упрощённых функций «plug-and-play». Также произошли важные изменения в основных компонентах операционной системы, включая переход от кооперативной многозадачной 16-разрядной архитектуры, использовавшейся в Windows 3.1, к 32-разрядной вытесняющей многозадачной архитектуре.
Windows 95 представила множество функций и возможностей, которые впоследствии были включены в более поздние версии Windows и сохранились в современных вариациях, таких как панель задач, область уведомлений и кнопка «Пуск» для вызова меню. Сопровождаемая масштабной маркетинговой кампанией, которая создала много предрелизного ажиотажа, она имела значительный успех и считается одним из самых важных продуктов в сфере персональных компьютеров. Через три года после своего выпуска Windows 95 была заменена на Windows 98. Основная поддержка Windows 95 была прекращена 31 декабря 2000 года, а расширенная поддержка продлилась только один год, завершившись 31 декабря 2001 года.

## Разработка
Первоначальные разработки и планирование Windows 95 начались примерно в марте 1992 года, незадолго до выхода Windows 3.1. В то время еще продолжалась работа над Windows for Workgroups 3.11 и Windows NT 3.1. Стратегия Microsoft заключалась в создании нового поколения высокопроизводительной операционной системы на базе Windows NT, известной как Cairo, а также низкопроизводительной системы, ориентированной на потребителей, как продолжения Windows 3.1. Эта стратегия включала разработку 32-разрядного ядра и файловой системы с 32-разрядными драйверами устройств защищенного режима для Windows for Workgroups 3.11, которые должны были стать основой для следующей версии Windows с кодовым названием «Chicago». Cairo планировалась как операционная система следующего поколения от Microsoft на базе Windows NT, с новым пользовательским интерфейсом и объектно-ориентированной файловой системой, однако ее выход не ожидался до 1994 года. В конечном итоге Cairo не была выпущена, но некоторые её элементы были интегрированы в Windows NT 4.0 в конце июля 1996 года, хотя объектно-ориентированная файловая система, ставшая известной как WinFS, не была реализована.
В то же время, когда вышла Windows 3.1, IBM представила OS/2 2.0. Microsoft осознала необходимость обновления Windows, способной поддерживать 32-разрядные приложения и эффективную многозадачность, но также способной работать на менее мощном оборудовании (что не было возможно для Windows NT). Изначально команда, работавшая над проектом «Chicago», не имела четкого представления о формате конечного продукта. Первоначальные идеи включали создание двух продуктов: MS-DOS 7, которая должна была стать базовой ОС, эволюцией ядра Windows for Workgroups 3.11 с текстовым интерфейсом, и полностью интегрированной графической операционной системы Windows. Однако вскоре от идеи MS-DOS 7 отказались, и было решено сосредоточиться на разработке только интегрированной графической ОС Windows «Chicago».
Перед официальным релизом Windows 95 пользователи в США и Великобритании могли участвовать в программе бета-тестирования. За 19,95 долларов или фунтов пользователи получали несколько 3,5-дюймовых дискет для установки Windows 95, как в виде обновления с Windows 3.1, так и для новой установки. Участники также получали бесплатную предварительную версию Microsoft Network (MSN) — онлайн-сервиса, который Microsoft запустила вместе с Windows 95. В ходе бета-тестирования Microsoft выпустила различные рекламные и технические материалы о новой системе, включая подробный документ для прессы. Срок действия предварительных версий истек в ноябре 1995 года, после чего пользователи должны были приобрести окончательную версию Windows 95.

## Новые функции системы
Windows 95 — результат объединения продуктов MS-DOS и Windows, которые ранее распространялись раздельно. Windows 95 является третьей (после Windows for Workgroups 3.11 и Windows NT) системой Windows, лишённой поддержки стандартного и реального режимов работы x86-процессоров и требующей процессора уровня Intel 80386 и выше в защищённом режиме. Windows 95 содержит значительные улучшения графического интерфейса и внутреннего устройства системы, включая рабочий стол и меню «Пуск», поддержку длинных (до 256 знаков) имён файлов и систему Plug and Play.
Основным нововведением в Windows 95 стала возможность выполнять 32-разрядные приложения на основе API Win32. Впервые эта возможность появилась в Windows NT, однако, системы этого семейства имели более высокие требования к аппаратному обеспечению, не могли полноценно выполнять приложения DOS, и потому не достигли популярности «обычных» серий Windows (которая до выхода Windows 95 была представлена семейством Windows 3.x). В Windows 95 была реализована лишь часть возможностей Win32, доступных в Windows NT. Однако, этого было достаточно для того, чтобы многие приложения, разработанные на основе API Win32, смогли работать как в среде Windows NT (которая позиционировалась как система для деловых применений), так и в среде Windows 95 (ориентированной на потребительский рынок). Это способствовало популярности Windows 95.
Появление 32-разрядного доступа к файлам в Windows for Workgroups 3.11 означало, что 16-разрядный реальный режим MS-DOS более не использовался для работы с файлами во время выполнения Windows, а внедрение 32-разрядного доступа к диску в Windows 3.1 позволяло избежать использования BIOS для управления жёсткими дисками. В результате сократилось число переключений процессора между защищённым и реальным режимом, а роль MS-DOS фактически свелась к тому, чтобы загружать ядро Windows, работающее в защищённом режиме. MS-DOS могла по-прежнему использоваться для работы старых драйверов устройств в целях совместимости, но Microsoft рекомендовала не использовать их, поскольку это мешало использовать вытесняющую многозадачность и уменьшало стабильность системы. С помощью Панели управления пользователь мог определить, какие компоненты MS-DOS всё ещё использовались в его системе; оптимальная производительность достигалась в том случае, если таковых не было. Ядро Windows по-прежнему использовало старые вызовы «в стиле MS-DOS» в так называемом режиме защиты от сбоев, но этот режим использовался лишь для исправления неполадок при загрузке «родных» драйверов защищённого режима.

### Длинные имена файлов
Благодаря VFAT — небольшому расширению в структуре файловых систем FAT — было снято ограничение на длину имён файлов 8.3 и появилась поддержка Unicode (Юникод) в именах; такие длинные имена файлов были названы LFN (англ. Long File Name), а короткие 8.3-версии получили название SFN (англ. Short File Name). Для размещения длинных имён использовались специальные записи в обычном каталоге, не препятствовавшие чтению каталога ранними версиями DOS.
Длинные имена стали доступны также и DOS-программам через новые функции в API MS-DOS (INT 21/71), однако для использования этих функций программы следовало переписывать или писать «с нуля», к тому же были доступны только имена, которые можно было конвертировать из Unicode в ASCII (иными словами, при активной кириллической кодовой странице в MS-DOS доступны имена с латиницей и кириллицей, но не, к примеру, с греческими буквами). Также, новые функции MS-DOS становились доступны только при запуске DOS-программ под Windows, но не в «чистом MS-DOS», поскольку не входили в загрузчик Io.sys.

Архитектурная схема

Другие DOS-совместимые операционные системы требовали обновления для того, чтобы пользоваться длинными именами файлов. Использование старых версий утилит DOS для управления файлами могло повредить длинные имена файлов при их копировании и перемещении. В процессе автоматического обновления Windows 3.1 до Windows 95 утилиты DOS и третьих сторон, которые могли повредить длинные имена файлов, обнаруживались и отключались. Для тех случаев, когда возникала необходимость использовать старые дисковые утилиты, не воспринимавшие длинные имена файлов (например, программу defrag из пакета MS-DOS 6.22), была предоставлена программа LFNBACK для сохранения и восстановления длинных имён.
Из соображений защиты длинных имён попытки прямого доступа к диску блокировались в графическом режиме, а в режиме DOS вызывали остановку системы. Разрешить прямой доступ к диску можно было в режиме DOS при помощи новой команды lock. По завершении работы программы, требующей прямого доступа к диску, его следовало запретить парной командой unlock.

### Интерфейс
Графический интерфейс Windows 95 стал значительно более мощным и простым в использовании, в результате чего соперничество на рынке настольных операционных систем завершилось победой Microsoft. Windows 95 стала несомненным успехом на рынке, и в течение года-двух после её выпуска стала самой успешной из всех когда-либо созданных операционных систем. Windows 95 сделала такие функции графического интерфейса, как кнопка «Пуск» и панель задач, доступными массовому потребителю (хотя подобные функции были реализованы и ранее — в операционных системах Arthur и RISC OS — рынок этих систем был крайне ограниченным). Эти функции стали неизменным атрибутом всех последующих версий Windows (кроме Windows 8, в которой отсутствовала кнопка «Пуск»), и впоследствии копировались в других графических интерфейсах.

### Plug and Play
Реализованная в Windows 95 система Plug and Play (дословно — «подключи и играй») автоматически устанавливает драйверы устройств, присваивает им номера прерываний и так далее; раньше это приходилось делать вручную. В свою очередь, появление Windows 95 привело к появлению устройств, специально спроектированных под plug and play — например, они неактивны, пока система не присвоит им адреса и прерывания. На ранней стадии внедрения случались многочисленные ошибки распознавания оборудования, поэтому plug and play часто в шутку называли plug and pray — дословно «подключил и молись».

### Защита от вирусов
На конференции, где в сентябре 1995 года была анонсирована Windows 95, Билл Гейтс заявил, что в связи с выходом новой ОС, с вирусной опасностью будет покончено. Разработчики антивирусных программ с этим не согласились, сочтя её слабо защищённой от вирусов (прежние, рассчитанные на DOS-приложения, действительно не могли нанести ущерб ядру), и уже в начале февраля 1996 года появился первый вирус Win95.Boza, успешно работающий под Windows 95.

### Исчезнувшие приложения и возможности
Исчезла картотека (Cardfile) из стандартного пакета приложений, однако её по-прежнему можно было установить с загрузочного диска.
Пропала возможность рисования в графическом редакторе Paintbrush с клавиатуры.
Исчезла возможность использовать прямой доступ к диску.
Исчезло приложение, позволявшее найти все приложения на диске для создания ярлыков программ.
Исчезла обучающая программа wintutor; её аналог вновь появился лишь в Windows XP.

## Рекламная кампания
Выпуск Windows 95 сопровождался масштабной рекламной кампанией (по многим оценкам — крупнейшей в истории ПО), включая рекламный ролик с песней «Start Me Up» (намёк на кнопку «Пуск» — Start) в исполнении Rolling Stones. Мелодию, музыкальное вступление, сопровождающее полную загрузку Windows 95, написал известный композитор Брайан Ино.
Кампания также включала в себя рассказы людей, стоявших у магазинов в очереди, чтобы приобрести копию системы; появились даже шутки о том, как люди, не имевшие компьютеров, покупали Windows 95 просто из-за всей этой шумихи, не зная даже, что вообще такое Windows. За два месяца до выхода Windows 95 компания Verbatim провела свою рекламную кампанию, связанную с выпуском фирменной дискеты, на которую была записана демонстрационная версия операционной системы под названием Microsoft Windows 95 Interactive Demo.
Демонстрационная дискета Windows 95, разосланная корпорацией Microsoft 160 бета-тестерам, была заражена загрузочным вирусом Form.

## Системные требования
|                       | Минимальные                                                       | Рекомендуемые                                                     |
| Процессор             | Intel 80386DX или совместимый                                     | Intel 80486 или совместимый                                       |
| ОЗУ                   | 4 МБ                                                              | 8 МБ и более                                                      |
| Видеокарта            | VGA                                                               | SVGA с поддержкой 256 цветов                                      |
| Дисковое пространство | От 50 МБ (для чистой установки), в зависимости от выбранных опций | От 50 МБ (для чистой установки), в зависимости от выбранных опций |
| Привод сменных дисков | 3½″ FDD                                                           | 3½″ FDD                                                           |

Для дополнительных компонентов:
- Указательное устройство[англ.] — мышь Microsoft Mouse или совместимое
- Модем или факс-модем
- Аудиокарта и громкоговорители для звука[18]

## Издания
| Выпуск                  | Версия                     | Год  | Версия IE             | Поддержка USB | Поддержка FAT32 | Поддержка UDMA |
| ----------------------- | -------------------------- | ---- | --------------------- | ------------- | --------------- | -------------- |
| Windows 95 Retail       | 4.00.950                   | 1995 | нет (1.0 в Plus Pack) | Нет           | Нет             | Нет            |
| Windows 95 Retail SP1   | 4.00.950A                  | 1995 | нет (1.0 в Plus Pack) | Нет           | Нет             | Нет            |
| OEM Service Release 1   | 4.00.950A                  | 1995 | 2.0                   | Нет           | Нет             | Нет            |
| OEM Service Release 2   | 4.00.1111 (4.00.950B)      | 1996 | 3.0                   | Нет           | Да              | Да             |
| OEM Service Release 2.1 | 4.03.1212-1214 (4.00.950B) | 1996 | 3.0                   | Да            | Да              | Да             |
| OEM Service Release 2.5 | 4.03.1216 (4.00.950C)      | 1997 | 4.0                   | Да            | Да              | Да             |

Первоначально Windows 95 продавалась на 13 дискетах в специальном формате DMF (Distribution Media Format, ёмкость 1,68 МБ, что позволило сократить количество необходимых дискет с 15 до 13) или на компакт-дисках (CD-версия включала много полезных дополнительных файлов). Покупатели Windows 95 сообщали о проблемах с дискетой #2. Некоторые разработки, которые не удалось завершить к моменту официального выхода Windows 95, были потом включены в Microsoft Plus! (например, Internet Explorer).
В первых версиях Windows 95 не было встроенной поддержки работы с Интернетом, но зато на рабочем столе был значок «Microsoft Network» — впоследствии его убрали. Была произведена интеграция Internet Explorer с интерфейсом Windows (Explorer.exe), которая исключила полное удаление файлов Internet Explorer без нарушения функционирования системы.
Windows 95 была заменена другими операционными системами линейки Windows 9x — Windows 98, Windows 98 SE и Windows Me. 31 декабря 2001 года Microsoft закончила поддержку Windows 95.

## Выпуск и маркетинг
Ожидалось, что продажи достигнут 720 миллионов долларов в день выхода. Маркетинговая кампания Windows 95 была оценена в 1 миллиард долларов и охватывала всю индустрию. Выпуск Windows 95 сопровождался рекламой с песней The Rolling Stones 1981 года «Start Me Up», что отсылает к кнопке «Пуск». Широко сообщалось, что Microsoft выплатила Rolling Stones от 8 до 14 миллионов долларов за использование этой композиции в рекламной кампании, однако сама компания утверждала, что это всего лишь слух, запущенный группой для увеличения своей рыночной стоимости, и что на самом деле было выплачено 3 миллиона долларов. Кроме того, был показан 30-минутный рекламный ролик, названный «киберкомедией», с участием Дженнифер Энистон и Мэтью Перри, демонстрирующий возможности Windows 95. Рекламная кампания Microsoft на сумму 200 миллионов долларов включала истории людей, ожидающих в очередях у магазинов за копиями.
В Великобритании крупнейшая компьютерная сеть PC World получила большое количество рекламных материалов; многие магазины открывались в полночь для продажи первых копий. Газеты The Times были доступны бесплатно, а Microsoft оплатила 1,5 миллиона экземпляров (что в два раза превышало ежедневный тираж на тот момент).
В США Эмпайр-стейт-билдинг в Нью-Йорке был освещён в цветах логотипа Windows. В Канаде на CN Tower в Торонто был установлен 100-метровый баннер.
8 сентября 1995 года АО «Microsoft Россия» провело в Москве презентацию Windows 95, и одновременно дилеры приступили к продаже копий программы.
В релизе также присутствовали несколько развлекательных материалов на CD, включая видеоклипы «Good Times» Эди Брикелл и «Buddy Holly» группы Weezer, трейлер к фильму 1995 года «Роб Рой» и компьютерную игру Hover.
Продажи оказались высокими: за четыре дня было отправлено миллион копий. По данным International Data Corporation, к концу 1998 года Windows 95 стала самой используемой настольной операционной системой с 57,4% доли рынка, в то время как её преемница Windows 98 заняла второе место с 17,2%. Windows 95 также продолжала продаваться в большом количестве не-OEM-версий крупным клиентам в мае 1999 года, что аналитики объясняют тем, что крупные компании решили дождаться выхода Windows 2000.

## Продолжение существования
31 декабря 2001 года Microsoft прекратила поддержку Windows 95, сделав её «устаревшим» продуктом согласно политике жизненного цикла Microsoft. 
Многие функции с тех пор стали ключевыми компонентами серии Microsoft Windows, такие как меню «Пуск» и панель задач, возникшие в Windows 95. Нил Макдональд, аналитик Gartner, сказал, что Windows 95 «была квантовым скачком в различии технологических возможностей и стабильности». Ина Фрид из CNET сказала, что «к тому времени, когда Windows 95 была окончательно выведена с рынка в 2001 году, она стала неотъемлемой частью настольных компьютеров по всему миру». 
Базовый дизайн Windows 95 с его комбинацией рабочего стола, который может использоваться как место хранения, всплывающего меню приложений и панели задач, показывающей запущенные приложения, часов и системного трея, оказал сильное влияние на будущие пользовательские интерфейсы для настольных операционных систем. Основные концепции пользовательского интерфейса Windows 95 сохранились до настоящего времени как в самой Windows, так и в других операционных системах, таких как Linux, с поведением по умолчанию сред рабочего стола, таких как KDE и XFCE, повторяющим его во многих аспектах. 
Несмотря на то, что поддержка Windows 95 закончилась, программное обеспечение иногда использовалось на устаревших системах для различных целей. Кроме того, некоторые энтузиасты видеоигр предпочитают использовать Windows 95 для своих устаревших систем , чтобы играть в старые игры DOS, хотя некоторые другие версии Windows, такие как Windows 98, также могут использоваться для этой цели.
Windows 95 и другие версии были запущены энтузиастами на смартфонах Nokia, на игровой консоли PlayStation Portable и на смартфонах Motorola с помощью эмулятора DOSBox.
Были запущены эти ОС и на телефонах под управлением Android и Windows Mobile с использованием портированного эмулятора QEMU или Bochs.
Также можно встретить современные компьютеры, где установлены Windows 95 или Windows 98 как дополнительная операционная система для разных целей — например, чтобы работать со старыми приложениями и играми, которые не работают на новых версиях Windows.